# Castell del Fortí
El Castell del Fortí és una edificació defensiva dalt d'un turó de la serra de Collserola, a 262 msnm, entre el turó del Trac i el parc del Laberint d'Horta, al districte d'Horta-Guinardó de Barcelona (Barcelonès).
Construït a mitjans del segle xix, controlava la vall d'Horta. Per la seva similitud amb el Fortí de la Torreta, a Balsareny, es creu que es va construir en la Primera Guerra Carlina (1833-1840). Està en ruïnes, amb diversos murs encara dempeus on encara s'hi poden veure les espitlleres.
De planta rectangular amb dues torretes circulars als angles oposats NO i SE, fou construït amb pedra de la zona sense treballar i amb maó pla, tot lligat amb morter de calç. Presenta unes espitlleres sobre una línia d'imposta.
El 1845 Joaquim Desvalls i de Sarriera, propietari del Palau de Marquès d'Alfarràs, va fer enderrocar-lo.